# Vráž (Berouni járás)
Vráž település Csehországban, a Berouni járásban. Vráž Svatý Jan pod Skalou, Loděnice, Chrustenice, Chyňava és Beroun településekkel határos. Lakosainak száma 1251 fő (2024. január 1.).

## Népesség
A település lakosságának változását az alábbi diagram mutatja:
| Lakosok száma | 455  | 602  | 889  | 1002 | 829  | 861  | 1139 | 1182 | 1209 | 1251 |
|               | 1869 | 1890 | 1921 | 1950 | 1980 | 2001 | 2017 | 2019 | 2022 | 2024 |